# Krzemień, Tỉnh West Pomeranian Voivodeship
Krzemień [ˈkʂɛmjɛɲ] (trước đây là Kremmin của Đức) là một ngôi làng thuộc khu hành chính của Gmina Dobrzany, thuộc hạt Stargard, West Pomeranian Voivodeship, ở phía tây bắc Ba Lan. Nó nằm khoảng 8 kilômét (5 mi) phía đông Dobrzany, 34 km (21 mi) về phía đông của Stargard và 64 km (40 mi)     về phía đông của thủ đô khu vực Szczecin.
Trước năm 1945, khu vực này là một phần của Đức, Đối với lịch sử của khu vực, xem Lịch sử của Pomerania.

## Cư dân đáng chú ý
- Andreas Hakenberger (1574 Từ1627), nhà soạn nhạc người Đức